# La moglie sconosciuta
La moglie sconosciuta (A Private's Affair) è un film del 1959 diretto da Raoul Walsh.

## Trama
Tre giovani vengono chiamati alle armi e destinati allo stesso plotone in New Jersey: Luigi, figlio di immigrati italiani, Jerry, tipico bullo di Long Island, Mike, provinciale WASP. In libera uscita, incontrano rispettivamente tre ragazze, Louise, Marie e Kathy. Col tempo decidono di formare un trio musicale e vengono scelti per partecipare a una trasmissione televisiva dedicata alle truppe.
Durante i preparativi, Jerry si ammala di laringite e viene inviato in un ospedale militare in cui arriva l'ispezione di miss Chapman, sottosegretaria alla Difesa. Un uomo, ricoverato al fianco di Jerry, è in fin di vita e la sua bambina deve essere rispedita da sola in Olanda ma miss Chapman, per impedirne il rimpatrio, decide di adottarla. Per poter eseguire rapidamente il suo proposito, deve sposare il morente, ma per uno strano equivoco viene unita in sposa a Jerry che, sotto l'effetto di un anestetico, è in stato di incoscienza nel letto accanto. Alla dimissione dall'ospedale, Jerry viene a conoscenza dell'equivoco e chiede con insistenza di essere ricevuto dal sottosegretario alla Difesa, tra le comprensibili gelosie della fidanzata, con il risultato di finire nel reparto psichiatrico. 
Qui Jerry riesce a convincere lo specialista del suo matrimonio con miss Chapman e sarà la stessa miss Chapman a soffocare lo scandalo che poteva nascerne, stracciando il certificato di matrimonio e permettendo a Jerry di raggiungere i compagni per lo show televisivo, dove canteranno It's the Same Old Army a braccetto con le tre ragazze.